# Records du Costa Rica d'athlétisme

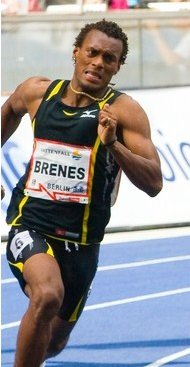
Nery Brenes détient les records nationaux du 200 et 400 m.

Les records du Costa Rica d'athlétisme sont les meilleures performances réalisées par des athlètes costariciens et homologuées par la Fédération costaricienne d'athlétisme (FECOA).

## Plein air

### Hommes
| Épreuve              | Record | Athlète                                                                   | Date              | Compétition                      | Lieu               | Réf.   |
| -------------------- | --- | ------------------------------------------------------------------------- | ----------------- | -------------------------------- | ------------------ | ------ |
| 100 m                | 10 s 32 (+0,8 m/s) | Bob Colville                                                              | 1er mai 2004      |                                  | Ypsilanti          |        |
| 200 m                | 20 s 20 (+0,2 m/s) | Nery Brenes                                                               | 16 août 2016      | Jeux olympiques                  | Rio de Janeiro     | [ 1 ]  |
| 400 m                | 44 s 60 | Nery Brenes                                                               | 23 juin 2016      | Meeting de Madrid                | Madrid             | [ 2 ]  |
| 800 m                | 1 min 48 s 06 | Juan Diego Castro                                                         | 15 mai 2021       | Championnats Big 12              | Manhattan          | [ 3 ]  |
| 1 500 m              | 3 min 40 s 25 | Juan Diego Castro                                                         | 23 avril 2021     | Bryan Clay Invitational          | Azusa              |        |
| 3 000 m              | 8 min 07 s 3 | Eric Quiros                                                               | 29 mai 2001       |                                  | Richmond           |        |
| 5 000 m              | 13 min 44 s 99 | Eric Quiros                                                               | 27 mai 2000       |                                  | Victoria           |        |
| 10 000 m             | 28 min 48 s 4 | Rafael Angel Pérez                                                        | 8 mai 1976        |                                  | Knoxville          |        |
| Semi-marathon        | 1 h 02 min 57 s | José Luis Molina                                                          | 22 septembre 1996 |                                  | Philadelphie       |        |
| Marathon             | 2 h 13 min 23 s | José Luis Molina                                                          | 3 mars 1996       | Marathon de Los Angeles          | Los Angeles        |        |
| 110 m haies          | 14 s 56 (0,0 m/s) | Alex Foster                                                               | 11 mai 1996       | Championnats ibéro-américains    | Medellín           |        |
| 400 m haies          | 48 s 11 | Gerald Drummond                                                           | 6 mai 2023        | Championnats d'Amérique centrale | San José           | [ 4 ]  |
| 3 000 m steeple      | 8 min 48 s 59 | Francisco Gómez                                                           | 25 avril 2004     |                                  | La Havane          |        |
| Saut en hauteur      | 2,15 m | Henry Linton                                                              | 9 mai 2009        |                                  | San José           | [ 5 ]  |
| Saut à la perche     | 5,20 m | Róger Borbón                                                              | 11 juillet 1998   |                                  | San Antonio        |        |
| Saut en longueur     | 7,59 m (+1,9 m/s) | Rasheed Shamir Miller                                                     | 3 juin 2022       |                                  | Gandía             |        |
| Triple saut          | 15,66 m | Vance Parks                                                               | 14 mai 1989       |                                  | Guatemala          |        |
| Lancer du poids      | 17,22 m | Pablo Abarca                                                              | 10 juin 2022      |                                  | Migné-Auxances     | [ 6 ]  |
| Lancer du disque     | 53,27 m | Roberto Sawyers                                                           | 27 mars 2010      |                                  | Mayagüez           | [ 7 ]  |
| Lancer du marteau    | 76,37 m | Roberto Sawyers                                                           | 10 juin 2015      |                                  | Jablonec nad Nisou | [ 8 ]  |
| Lancer du javelot    | 73,22 m | Iván Sibaja                                                               | 7 mai 2023        | Championnats d'Amérique centrale | San José           | [ 9 ]  |
| Décathlon            | 6 663 pts | Noah Swaby                                                                | 12 mai 2023       | Championnats SEC                 | Baton Rouge        | [ 10 ] |
| Décathlon            | 11 s 62 (+0,4 m/s) (100 m), 6,47 m (0,0 m/s) (longueur), 14,42 m (poids), 1,77 m (hauteur), 54 s 17 (400 m) / 18 s 04 (+2,5 m/s) (110 m haies), 44,76 m (disque), 3,90 m (perche), 46 s 57,73 m (javelot), 4 min 40 s 19 (1 500 m) |                                                                           |                   |                                  |                    |        |
| 20 km marche (route) | 1 h 23 min 12 s | Allan Segura                                                              | 10 mai 2008       | Coupe du monde de marche         | Tcheboksary        | [ 11 ] |
| 50 km marche (route) | 4 h 16 min 25 s | Deiby Cordero                                                             | 20 mars 2021      | Dudinska 50                      | Dudince            | [ 12 ] |
| 4 × 100 m            | 40 s 44 | Équipe nationale Brayan Guzmán Shermal Calimore Jeikob Monge Héctor Allen | 22 juin 2019      | Championnats d'Amérique centrale | Managua            | [ 13 ] |
| 4 × 400 m            | 3 min 05 s 11 | Équipe nationale Gary Robinson Nery Brenes Jarlex Lynch Gerald Drummond   | 24 juillet 2015   | Jeux panaméricains               | Toronto            | [ 14 ] |

### Femmes
| Épreuve              | Record | Athlète                                                                              | Date              | Compétition                                                   | Lieu                | Réf.   |
| -------------------- | --- | ------------------------------------------------------------------------------------ | ----------------- | ------------------------------------------------------------- | ------------------- | ------ |
| 100 m                | 11 s 46 | Sharolyn Joseph                                                                      | 21 juillet 2015   | Jeux panaméricains                                            | Toronto             |        |
| 200 m                | 23 s 70 (+1,9 m/s) | Sharolyn Joseph                                                                      | 23 juillet 2015   | Jeux panaméricains                                            | Toronto             | [ 15 ] |
| 400 m                | 52 s 57 | Zoila Stewart                                                                        | 25 novembre 1993  | Jeux d'Amérique centrale et des Caraïbes                      | Ponce               |        |
| 800 m                | 2 min 05 s 98 | Maureen Stewart                                                                      | 5 juin 1988       |                                                               | San Juan            |        |
| 1 500 m              | 4 min 31 s 30 | Marcela Jackson                                                                      | 19 mai 1998       |                                                               | Maracaibo           |        |
| 3 000 m              | 9 min 50 s 56 | Gabriela Traña                                                                       | 8 août 2004       | Championnats ibéro-américains                                 | Huelva              |        |
| 5 000 m              | 17 min 15 s 20 | Gabriela Traña                                                                       | 7 août 2004       | Championnats ibéro-américains                                 | Huelva              |        |
| 10 000 m             | 34 min 35 s 74 | Diana Bogantes                                                                       | 27 juin 2021      | Championnats d'Amérique centrale                              | San José            | [ 16 ] |
| Semi-marathon        | 1 h 16 min 32 s | Gabriela Traña                                                                       | 4 mars 2012       | Semi-marathon de La Nouvelle-Orléans                          | La Nouvelle-Orléans | [ 17 ] |
| Marathon             | 2 h 32 min 8 s | Diana Bogantes                                                                       | 3 octobre 2023    | Marathon de Valence                                           | Valence             | [ 18 ] |
| 100 m haies          | 12 s 64 (+0,3 m/s) | Andrea Vargas                                                                        | 6 octobre 2019    | Championnats du monde                                         | Doha                | [ 19 ] |
| 400 m haies          | 56 s 19 | Sharolyn Scott                                                                       | 28 mai 2012       | Internationales Pfingstsportfest                              | Rehlingen           | [ 20 ] |
| 3 000 m steeple      | 10 min 59 s 80 | Gabriela Traña                                                                       | 26 mai 2006       | Championnats ibéro-américains                                 | Ponce               |        |
| Saut en hauteur      | 1,78 m | Abigail Obando                                                                       | 6 mai 2023        | Championnats d'Amérique centrale                              | San José            | [ 21 ] |
| Saut à la perche     | 3,75 m | Vielka Paola Arias                                                                   | 7 juillet 2023    | Jeux d'Amérique centrale et des Caraïbes                      | San Salvador        |        |
| Saut en longueur     | 5,95 m (-1,1 m/s) | Ana Maria Porras                                                                     | 26 septembre 2013 | Juegos Deportivos Universitarios de Centroamérica y el Caribe | Tegucigalpa         | [ 22 ] |
| Triple saut          | 12,03 m (+0,2 m/s) | Amanda Muñoz                                                                         | 30 mai 2021       | Championnats du Costa Rica                                    | San José            |        |
| Lancer du poids      | 14,90 m | Deisheline Mayer                                                                     | 9 juillet 2021    | Championnats NACAC espoirs                                    | San José            |        |
| Lancer du disque     | 46,40 m | Haydee Grijalba                                                                      | 6 décembre 2020   | Championnats du Costa Rica                                    | San José            | [ 23 ] |
| Lancer du marteau    | 51,47 m | Daniela Cortés                                                                       | 3 juillet 2022    | Championnats d'Amérique centrale                              | Managua             |        |
| Lancer du javelot    | 45,89 m | Génova Arias                                                                         | 12 mars 2013      | Jeux d'Amérique centrale                                      | San José            | [ 24 ] |
| Heptathlon           | 4 954 pts | Ana Maria Porras                                                                     | 14 juillet 2018   | Championnats d'Amérique centrale                              | Guatemala           |        |
| Heptathlon           | 14 s 72 (100 m haies), 1,58 m (hauteur), 10,65 m (poids), 26 s 08 (200 m) / 5,87 m (longueur), 31,50 m (javelot), 2 min 30 min 52 (800 m) |                                                                                      |                   |                                                               |                     |        |
| 20 km marche (route) | 1 h 30 min 44 s | Noelia Vargas                                                                        | 5 juin 2021       | Trofeo Sergio Vázquez                                         | La Corogne          | [ 25 ] |
| 4 × 100 m            | 46 s 00 | Équipe nationale Shantely Scott-Norman Andrea Vargas Desiree Bermúdez Keylin Pennant | 22 juin 2019      | Championnats d'Amérique centrale                              | Managua             |        |
| 4 × 400 m            | 3 min 48 s 90 | Équipe nationale Susana Chang Sharolyn Scott Shantely Scott Desiree Bermúdez         | 12 mars 2013      | Jeux d'Amérique centrale                                      | San José            | [ 26 ] |